# Yukarıyoncaağa ç, Hisarcık
Yukarıyoncaağa ç là một xã thuộc huyện Hisarcık, tỉnh Kütahya, Thổ Nhĩ Kỳ. Dân số thời điểm năm 2008 là 410 người.